# Сан-Торкату
Сан-Торкату (порт. São Torcato; МФА: [ˈsɐ̃w tuɾ.ˈka.tu]) — парафія в Португалії, у муніципалітеті Гімарайнш. Розташована в північно-західній частині країни, на теренах історичної португальської провінції Дору-Міню. Входить до складу округу Брага. За адміністративним поділом, чинним до 1976 року, терени парафії були складовою провінції Міню. Належить до Бразької архідіоцезії Католицької церкви. Патрон — святий Торкат. Площа — 10,3851 км². Населення — 3373 ос. (2011). Сильно урбанізований регіон. Густота населення — 324,79 осіб/км²
. Код — 030865.

## Населення
| Кількість мешканців | Кількість мешканців | Кількість мешканців | Кількість мешканців | Кількість мешканців | Кількість мешканців | Кількість мешканців | Кількість мешканців | Кількість мешканців | Кількість мешканців | Кількість мешканців | Кількість мешканців | Кількість мешканців | Кількість мешканців | Кількість мешканців |
| ------------------- | ------------------- | ------------------- | ------------------- | ------------------- | ------------------- | ------------------- | ------------------- | ------------------- | ------------------- | ------------------- | ------------------- | ------------------- | ------------------- | ------------------- |
| 1864                | 1878                | 1890                | 1900                | 1911                | 1920                | 1930                | 1940                | 1950                | 1960                | 1970                | 1981                | 1991                | 2001                | 2011                |
| 1 624               | 1 776               | 1 789               | 1 907               | 2 025               | 2 035               | 2 117               | 2 465               | 2 884               | 3 015               | 2 932               | 3 491               | 3 393               | 3 624               | 3 373               |